# 钱松喦旧居
31°34′09″N 120°17′55″E / 31.56915°N 120.29872°E
钱松喦旧居，位于中华人民共和国江苏省无锡市梁溪区崇安寺街道南市桥巷58号，是钱松喦的故居、无锡市文物保护单位。

## 特点
钱松喦旧居位于无锡市市区，是钱松喦的主要画室。1937年修建，旧居面宽三间，死后政府修复为藏画室。2003年，钱松喦旧居被公布为无锡市文物保护单位。